# Берёзовское сельское поселение (Еланский район)
Берёзовское се́льское поселе́ние — муниципальное образование в Еланском районе Волгоградской области. Административный центр — село Берёзовка.

## История
Берёзовское сельское поселение образовано 24 декабря 2004 года в соответствии с Законом Волгоградской области № 980-ОД.

## Население
| 2010 | 2012 | 2013 | 2014 | 2015 | 2016 | 2017 |
| ---- | ---- | ---- | ---- | ---- | ---- | ---- |
| 555  | ↘533 | ↘502 | ↘498 | ↘472 | ↘457 | ↘434 |
| 2018 | 2019 | 2020 | 2021 |      |      |      |
| ↘419 | ↘398 | ↘377 | ↘362 |      |      |      |

## Состав сельского поселения
| № | Населённый пункт | Тип населённого пункта       | Население |
| - | ---------------- | ---------------------------- | --------- |
| 1 | Берёзовка        | село, административный центр | ↘357      |
| 2 | Водопьяново      | село                         | ↘103      |
| 3 | Ерешково         | село                         | ↘22       |